# DFM Engineering
DFM Engineering est un manufacturier américain de télescope et d'optique. Fondée en 1979 par Frank Melsheimer, DFM fabrique des télescopes de taille moyenne et de type Cassegrain. La compagnie se spécialise également dans l'instrumentation, les montures, les systèmes de contrôle et l'optique qui y sont associés.

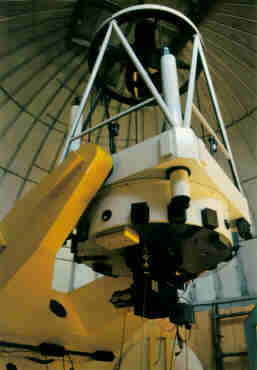
Télescope de DFM ayant un miroir primaire de 1,3 mètre installé à la United States Naval Observatory Flagstaff Station en Arizona.

L'entreprise offre des tailles d'instruments préétablies. Les modèles principaux sont :
- 16" - 0,4 m [2]
- 20 & 24" - 0,5 & 0,6 m
- 32" - 0,8 m
- 40" - 1,0 m
- 50" - 1,3 m.

En 2005, le télescope de base ayant un miroir primaire de 16 pouces (40 centimètres) de diamètre se vendait environ 95 000 dollars américains.

## Clientèle
DFM a traité avec plusieurs universités et autres institutions telles :
- Alfred University,
- Université d'État des Appalaches,
- Chabot Center,
- Clay Center-Dexter School,
- College of Charleston,
- College of Southern Idaho,
- Université du Colorado à Boulder,
- Dickinson College,
- Université Emory,
- Institut technologique de Floride,
- Université Johns-Hopkins,
- Lewis & Clark College,
- Middlebury College,
- PARI / UNCA,
- Rowan University,
- Université d'Alabama,
- Université de Calgary,
- Université du Michigan,
- Université de Montréal,
- Université du Wyoming,
- Valdosta State University,
- Virginia Military Institute,
- Williams College,
- Université de l'État-Libre.

DFM a notamment réalisé un télescope solaire de 1,6 mètre pour l'observatoire solaire de Big Bear Lake.